# Ga-Nala
Ga-Nala (vroeger bekend als Kriel) is een plaats in de Zuid-Afrikaanse provincie Mpumalanga.
Ga-Nala telt ongeveer 16.000 inwoners.